# Yettel Srbija
Yettel (Serbia) (dawniej Telenor [Serbia], jeszcze dawniej Mobtel Srbija) – serbski operator telefonii komórkowej z siedzibą w Belgradzie.
Przedsiębiorstwo zostało założone w 1994 roku.